# Лаган (річка у Швеції)
Лаган (швед. Lagan) — річка на півдні Швеції, найдовша з південних річок країни, що течуть у західному напрямку. Довжина річки становить 244 км, площа басейну — 6451,8 км².

## Географія
Річка бере початок з невеличкого озера Тагешен, що на схід від селища Таберг і приблизно на 7 км на підвень від міста Йончепінг. Найбільшими притоками Ланган є річки  Херон, довжина — 68 км, площа басейну — 650 км²), Туфтаон, довжина — 131 км, площа басейну — 1140 км²), Бульмон (довжина — 172 км, площа басейну — 2100 км²).